# معكدة (بني سعد)

تعديل مصدري - تعديل

معكدة هي إحدى قرى عزلة عتمة بمديرية بني سعد التابعة لمحافظة المحويت، بلغ تعداد سكانها 466 نسمة حسب تعداد اليمن لعام 2004.